# 12519 Pullen
12519 Pullen este un asteroid din centura principală de asteroizi.

## Descriere
12519 Pullen este un asteroid din centura principală de asteroizi. A fost descoperit pe 21 aprilie 1998 la Socorro, New Mexico, în cadrul proiectului LINEAR. Asteroidul prezintă o orbită caracterizată de o semiaxă mare de 2,36 ua, o excentricitate de 0,20 și o înclinație de 1,5° în raport cu ecliptica.